# Jenaro Castro Muiña
Jenaro Castro Muíña (Pol, Lugo, 2 de febrer de 1961) és un periodista espanyol.

## Trajectòria
Castro es va llicenciar en periodisme per la Universitat Complutense de Madrid. El 1985 va començar a treballar en la SER, on va realitzar labors de redacció a Hora 25 i en l'informatiu matinal. En la cadena, va treballar al costat d'Iñaki Gabilondo i Carlos Herrera entre d'altres. Més tard treballaria en la COPE, on va ser director dels informatius del cap de setmana, va col·laborar en el programa de Luis del Olmo i va ser subdirector del programa matinal amb Manuel Antonio Rico.
El 1990, fitxa per TVE en el programa Por la mañana amb Jesús Hermida. Després del final de l'emissió del programa, va tornar a la ràdio durant un temps fins que va tornar a TVE en la primera emissió de Diario noche. A partir d'aquest moment va estar ininterrompudament en els informatius sent editor adjunt del programa, els avanços informatius del matí i de la primera edició del telenotícies, i va ser el responsable de presentar l'avanç a la 13.00 hores. El 1997 i durant diversos mesos s'encarrega de l'edició i presentació del Telenotícies Cap de setmana.
Des del gener del 1999 fins al setembre del 2000 va editar i va presentar el Telediario Matinal, al costat d'Ángeles Bravo primer, i més tard al costat de Begoña Alegría. El setembre del 2000 és assignat com a editor de la segona edició en l'espai de notícies presentades per Alfredo Urdaci. En la temporada 2002-2003 s'incorpora al canal 24 horas (TVE), primer com a redactor i posteriorment com a editor i presentador dels informatius del canal internacional.
Després de la nova victòria electoral del PSOE es renova la directiva d'RTVE, prenent Carmen Caffarel el càrrec de Directora General de RTVE, i Fran Llorente el de director dels serveis informatius de TVE. A causa d'això, a l'abril de 2004, va ser apartat del seu lloc d'editor del TD-2. Posteriorment, des del setembre de 2004 fins al juliol de 2012 dirigeix, edita i presenta el programa Semanal 24h que s'emetia en el canal 24 hores i en el canal internacional de TVE, compatibilitzant-lo amb col·laboracions a COPE i diversos diaris regionals.
L'agost de 2012, després de la nova victòria del PP i els nomenaments de Leopoldo González-Echenique com a nou president de RTVE, i de Julio Somoano Rodríguez com a nou director dels serveis d'informatius de TVE, Castro és nomenat director d'informatius no diaris de TVE, així com director i presentador del programa Informe semanal
En aquest càrrec, ha estat acusat en nombroses ocasions de manipulació i ús partidista de la televisió pública. Va ocupar aquest lloc fins a l'agost del 2018.

## Reconeixement
- El 1986 va obtenir el Premi Ondas com a integrant de l'equip informatiu de la Cadena SER que va realitzar el programa especial Referèndum de l'OTAN.

- El 2003 li va ser concedit el Premi Pura Cora de Periodisme pel seu article sobre els corresponsals de guerra morts a l'Iraq (Julio Anguita Parrado i José Couso)

- Al setembre de 2009, li va ser concedida una Antena de Oro per la seva trajectòria periodística[9]

- El 16 de novembre de 2013 va plantar i va apadrinar un arbre amb el seu nom al Parc de la Comunicació de Boiro, l'únic d'Espanya creat per periodistes. Aquest mateix dia va recollir a Boiro en nom d'Informe Setmanal el Premi Exxpopress Honorífic 2013 atorgat a aquest programa pel Club Exxpopress de Periodistes de Galícia, coincidint amb el 40 aniversari d'aquest.